# Wannadance?
Wannadance? è stato un programma televisivo italiano del canale digitale terrestre Boing, in onda dal 2008 al 2011.
I concorrenti (dagli 8 a 14 anni) possono scegliere un aiutante come partner per ricevere consigli su come superare le sfide del gioco. Gli altri aiutanti faranno parte della giuria. Lo show propone momenti di ballo. Wannadance? è simile a due game show del defunto canale satellitare Italia Teen Television, denominati DanceIT! e Free Pass.
La prima trasmissione è datata 14 aprile 2008. L'ultima stagione è iniziata il 13 febbraio 2011, chiamata Wannadance? The School, in cui mostrano filmati vecchi della stagione precedente e gli alunni della boyclass, della girlclass, e il bidello Xiu dal corridoio (veterano wannadancer) mostreranno alcuni passi di danza delle Shock in dance e delle Videodance.

## Il cast

### I conduttori
- Francesca Belussi
- Gianluca Briganti "Big G"

### Gli Idol
- Monica Ripamonti (Momi, il maschiaccio - stagioni 1-3)
- Nicola Trazzi (Nico, il latino - stagioni 1-3)
- Thomas Signorelli (Tommy, il trendy - stagioni 1-2)
- Alessandra Calamassi (Alex, la romantica - stagioni 1-2)
- Igor Montalto (Igor, lo sportivo - stagione 1)
- Cristina Acampora (Cristy, la barbie - stagione 1)
- Matteo Vignati (Matt, l'hip hopper - stagione 1)
- Valentina Esposito (Vale, la cheerleader nella stagione 1, l'esploratrice nella stagione 2)
- Marvely Goma (Marvely, il breaker - stagione 2)
- Niño Demonteverde (Niño, il manga - stagioni 2-3)
- Daniela Barbarossa (Dani, la pop idol - stagioni 2-3)
- Milena Reichenbach (Milli, l'esploratrice - stagione 3)
- Enoeda Grigolato (Dada, la romantica - stagione 3)
- Rex Anthony Lleva (Rex, il breaker - stagione 3)
- Nico Colucci (Kid, il trendy - stagione 3)